# Verispect
Verispect B.V. was een dochteronderneming van het Nederlands Meetinstituut en werd vanaf 1998 tot eind 2015 door het Ministerie van Economische Zaken van Nederland aangesteld tot toezichthouder van de Metrologiewet en de Wet op de kansspelen. Vanaf 2002 werd Verispect ook aangewezen als toezichthouder op de naleving van de "Waarborgwet 1986" omdat WaarborgHolland B.V. reeds belast was met het waarborgen van edelmetalen.
Als privaatrechtelijk zelfstandig bestuursorgaan waren de activiteiten en functies van Verispect:
- Het keuren en toelaten van gewichten, meetinstrumenten en weegwerktuigen op basis van de Metrologiewet
- Het toezicht houden op de naleving van de wet
- Het afgeven van merktekens en merktekenbewijzen op grond van de wet op de kansspelen
- Het toezicht houden van de wettelijke bepaling

Op 15 december 2015 werd het 'Besluit aangewezen instanties en interne instanties Metrologiewet' in de Staatscourant gepubliceerd. Het hield in dat per 1 januari 2016 de toezichttaken 'Metrologie en Waarborg' van Verispect werd overgedragen aan Agentschap Telecom. In 2023 kreeg het agentschap een naamsverandering naar Rijksinspectie Digitale Infrastructuur (RDI).

## Tijdlijn

### 1949
Vroeger werd de metrologiewet de "IJkwet" en "Waarborgwet" genoemd en werd de taak aanvankelijk toegeschreven aan het IJkwezen van 1949 tot 1986.

### 1984
Het kabinet besloot in december 1984 tot het verzelfstandigen van de Dienst van het IJkwezen. Het duurde nog tot het najaar van 1988 voordat de Eerste Kamer akkoord ging. Maar toen per 1 mei 1989 de IJkwet werd gewijzigd was de verzelfstandiging een feit.

### 1986
Om de consument beter te beschermen tegen falsificaties is de Waarborgwet uit 1986 tot stand gekomen. Hierin wordt bepaald dat edelmetalen voorwerpen voortaan moeten goedgekeurd worden door een daartoe aangewezen waarborginstelling en dat de voorwerpen uit edelmetaal niet mogen verkocht worden zonder keurmerk. Er kwam een definitieve einde aan deze wet in 2020 en is sindsdien vervangen door de huidige Waarborgwet 2019.

### 1987
Voorzieningen werden getroffen voor de oprichting van het Nederlands Meetinstituut NV en aansluitend de oprichting van de drie werkmaatschappijen: Van Swinden Laboratorium B.V. (VSL), IJkwezen B.V. (voorheen Dienst van het IJkwezen), en Test- en Adviescentrum B.V. (TAC).

### 1995
In 1995 werd Holland Metrology N.V opgericht. Als gevolg van de politieke discussie over ‘Markt en Overheid’ werd NMi IJkwezen B.V. opgesplitst in NMi Certin B.V., het test en certificeringsinstituut en NMi Inspecties en Kansspeltechniek B.V., als toezichthouder op naleving van de IJkwet en de Wet op de kansspelen.

### 1998
Verispect b.v. werd in 1998 de naam van het voormalige NMi Inspecties en Kansspeltechniek B.V. De scheiding tussen toezichthouder en keuringsinstituut werd daarmee nog duidelijker.

### 2001
Sinds 21 februari 2001 zijn de aandelen van Holland Metrology N.V. volledig in handen van TNO Beheer B.V. (Nederlandse Organisatie voor toegepast-natuurwetenschappelijk onderzoek Beheer BV) 

### 2009
Vanaf november 2009 voert Verispect in opdracht van het ministerie van Justitie controles uit op overtreding van artikel 240a Wetboek van Strafrecht.

### 2014
Vanaf 1 januari 2014 is het toezicht op de Wet op de Kansspelen overgegaan naar de Kansspelautoriteit.

### 2015
Op 15 december 2015 is het Besluit aangewezen instanties en interne instanties Metrologiewet in de Staatscourant gepubliceerd. Dit betekent dat de taken en het personeel van Verispect vanaf 1 januari 2016 zijn ondergebracht bij Agentschap Telecom. Per 1 januari 2023 is de naam hiervan veranderd in het RDI (Rijksinspectie Digitale Infrastructuur).

## Toenmalige hoofdtaken

### Onafhankelijk toezichthouder
Verispect hield namens de Rijksoverheid toezicht op de naleving van de Metrologiewet, de Waarborgwet. De handhaving van artikel 437 van het Wetboek van Strafrecht; in het wetsartikel is de registratie- en legitimatieplicht van metaalhandelaren vastgelegd. En art 240a Wetboek van Strafrecht (de Kijkwijzer, PEGI; in het wetsartikel is het verbod opgenomen op het verstrekken, aanbieden of vertonen van beeldmateriaal dat schadelijk is voor jongeren onder de zestien jaar, aan een jongere in die leeftijdsgroep).
Zij deed dit door middel van periodieke en steekproefsgewijze controles in de markt. Deze controles werden onder andere uitgevoerd door de eigen controleurs die tevens Buitengewoon Opsporingsambtenaar waren. De technische controles met name konden ook worden uitgevoerd door personen of bedrijven die met Verispect een samenwerkingsovereenkomst hadden.

### Breed werkend expertisecentrum
Verispect opereerde als een breed werkend expertisecentrum voor de wettelijke metrologie, waarborg en aanverwante vakgebieden. 
Bedrijven, consumenten, brancheverenigingen of overheden konden met hun vragen over de Metrologiewet of de Waarborgwet bij Verispect terecht. 
Als bedrijven of consumenten twijfelden aan bijvoorbeeld de juiste meting van weeg- en meetapparatuur, konden zij een klacht indienen bij Verispect. In een conflict kon Verispect de doorslag geven of het meetinstrument de juiste waarde aangaf en aan de Metrologiewet voldeed. 

### Ondersteuning van Rijksoverheid en de lokale overheden
Verispect ondersteunde de Rijksoverheid bij het opstellen van nieuwe wet- en regelgeving en de lokale overheden.

### Internationale vertegenwoordiging
Verispect was namens en met de Rijksoverheid ook een belangrijke gesprekspartner bij internationaal samenwerkingsoverleg - in Europees of mondiaal verband - als het ging om regelgeving op het gebied van de wettelijke metrologie, waarborgwet of aanpalende vakgebieden. Zij deed dit onder meer in samenwerkingsorganisaties als OIML (Organisation Internationale de Métrologie Légale) en WELMEC (Europees samenwerkingsverband).